# Turó de Sant Joan (Santa Pau)
El Turó de Sant Joan és una muntanya de 868 metres que es troba entre els municipis de Santa Pau i de Sant Feliu de Pallerols, a la comarca catalana de la Garrotxa.